# El Villarejo (Terriente)
El Villarejo es una pedanía de Terriente, en la comarca de la Sierra de Albarracín de la provincia de Teruel.

## Toponimia
El topónimo Villarejo deriva de Villar con lo sufixo -ejo. A su vez la palabra villar deriva de villa y puede ser indicativa de despoblación, de hecho en la provincia de Ávila tiene el significado de explotación agraria. 
En la Sierra de Albarracín se encuentra el término Villarejo como microtopónimo que indica lugares que fueron supuestos núcleos de población. En la grafía medieval los podemos ver como Villarejo o Villareio, conociéndose la forma Villarecho en las actas del proceso de Cortes de Alcañiz de 1436 en referencia a otro Villarejo de la zona entre Albarracín y Gea de Albarracín:

Mas avant dizen los ditos procuradores que la población vulgarment clamada Exea de Albarrazin e las masadas vulgarment clamadas La Cueva Cardencla e El Villarecho fueron, eran e son sitiadas en los terminos e dentro de los terminos e son de los terminos de la dita ciudat de Albarrazin e de sus aldeas e del su districto e jurisdiccion de la dita ciudat de Albarrazin e de los officiales de aquella,

## Geografía
El Villarejo se ubica en la parte sudeste del término municipal de Terriente en una zona en la que desagua en el río Cabriuel su afluente, la rambla de Villarejo. Se llega a El Villarejo bajando hacia el oeste desde el puerto de Terriente por la carretera TE-65. Desde ahí, las localidades más accesibles son Terriente a lo norte y Toril al sur.

## Historia
En los siglos XVI y XVII los habitantes de El Villarejo pertenecían a la categoría de barraños por no vivir en una aldea de la Comunidad de Albarracín y eran considerados vecinos de la ciudad de Albarracín. Sin embargo, debían pagar la peita como aldeanos a Terriente en vez de Albarracín, por lo que aparecen en la documentación como barraños de Terriente.
En 1618 Sebastián de Utienes hacía mención de El Villarejo como una masada:

Item en la masada llamada el Villarejo la hermita...

El Villarejo perteneció a lo Corregimiento de Albarracín entre 1711 y 1833. En 1857 figuraba como una aldea de Terriente.

## Monumentos
- Ermita de Santa Ana.[1]